# مانابو توميتا
مانابو توميتا (باليابانية: 冨田 学) (مواليد 15 يونيو 1978)، هو لاعب كرة قدم سابق كان يلعب كلاعب وسط.